# 考尔斯多夫
考尔斯多夫是德国图林根州的一个市镇。总面积21.73平方公里，总人口2730人，其中男性1385人，女性1345人（2011年12月31日），人口密度126人/平方公里。